# パブロ・リマ
パブロ・マルティン・リマ・オリド（Pablo Martín Lima Olid, 1981年4月26日 - ）は、ウルグアイ・モンテビデオ出身のサッカー選手。ポジションはディフェンダー（左サイドバック）。

## 経歴

### クラブ
2001年にダヌービオFCからプロデビューし、2004年シーズンと2006-07シーズンのリーグ優勝に重要な役割を果たした。2007年、リカルド・ラ・ボルペ監督率いるアルゼンチンのCAベレス・サルスフィエルドに移籍した。アペルトゥーラ2007開幕戦のCAコロン戦においてパブロ・ヘレスに悪質なファールを見舞い、プリメーラ・ディビシオンが1991年に2ステージ制に移行して以来史上最速となる試合開始2分45秒での退場処分を受けた。2009年1月12日、CAロサリオ・セントラルにレンタル移籍した。クラウスーラ2009では1試合を除く全試合に出場して降格回避に貢献し、ともにフリーキックから2得点を挙げた。2010年6月にベレスとの契約が満了したが、クラブは契約延長の意思がないことを公表した。2010年8月2日、ギリシャ・スーパーリーグのイラクリス・テッサロニキFCと2年契約を結んだ。2010-11シーズン開幕戦のオリンピアコスFC戦 (2-1) でデビューし、翌節のアトロミトスFC戦では試合終盤にクロスでカリム・ソルタニの同点弾をアシストして引き分けに貢献した。AEL 1964と対戦した第3節では、リマが蹴ったフリーキックをクリアしようとしたダニエル・クザンのオウンゴールを誘った。第4節ではカヴァラFCにホームで敗れ、リマはトップチームでのポジションを失った。第13節のパニオニオスFC戦で77分に途中出場して復帰し、続くエルゴテリスFC戦 (1-1) では直接フリーキックで移籍後初得点を挙げた。この得点は第13節における最優秀ゴールに選ばれ、かつてイラクリスの選手であったKyriakos Fytilisから副賞が手渡された。この試合後には再びポジションを回復し、先発メンバーに復帰した。2010-11シーズン終了後、2011年7月にアルゼンチンのCAコロンに移籍した。

### 代表
2001年のコパ・アメリカでウルグアイ代表デビューし、同大会のコスタリカ戦で唯一の得点を挙げている。2007年までに14試合に出場した。
| #  | 日付          | 場所       | 対戦相手   | スコア | 最終結果 | 大会               |
| -- | ------------- | ---------- | ---------- | ------ | -------- | ------------------ |
| 1. | 2001年7月22日 | アルメニア | コスタリカ | 2-1    | 2-1      | コパ・アメリカ2001 |

## タイトル
ダヌービオ
- プリメーラ・ディビシオン : 2004, 2006-07